# Salix cavaleriei
Salix cavaleriei ist ein großer Baum aus der Gattung der Weiden (Salix) mit graubrauner, gefurchter Borke. Die Blattspreiten haben Längen von 4 bis 11 Zentimetern. Das natürliche Verbreitungsgebiet der Art liegt in China. Sie wird zur Holzgewinnung und zur Befestigung von Böschungen gepflanzt.

## Beschreibung
Salix cavaleriei ist ein 18 bis selten 25 Meter hoher Baum mit einem Stamm von bis zu 50 Zentimetern Brusthöhendurchmesser. Die Stammborke ist graubraun und gefurcht. Die Zweige sind rotbraun und dünn, junge Zweige sind fein filzig behaart und verkahlen später. Ältere Zweige werden graubraun. Die Laubblätter haben dreieckig-eiförmige, drüsig gesägte Nebenblätter. Der Blattstiel ist 6 bis 10 Millimeter lang, daunig behaart und hat eine drüsige Spitze. Die Blattspreite ist breit lanzettlich, elliptisch-lanzettlich oder schmal elliptisch, 4 bis 11 Zentimeter lang und 2 bis 4 Zentimeter breit, zugespitzt bis lang zugespitzt oder selten spitz, mit fein gesägtem Blattrand und keilförmiger oder abgerundeter Basis. Beide Blattseiten sind anfangs rötlich, später kahl, die Blattoberseite grün, die Unterseite grünlich.
Die männlichen Blütenstände sind 3 bis 4,5 Zentimeter lange und etwa 8 Millimeter durchmessende Kätzchen. Der Blütenstandsstiel ist lang und bildet zwei oder drei selten vier Blätter. Die Tragblätter sind eiförmig-rundlich bis dreieckig, bewimpert und beidseitig daunig behaart. Männliche Blüten haben zwei Nektardrüse und sechs bis acht selten bis zwölf Staubblätter. Die weiblichen Kätzchen sind 2 bis 3,5 Zentimeter lang. Die Tragblätter gleichen denen der männlichen Kätzchen. Weibliche Blüten haben ebenfalls zwei Nektardrüsen. Der Fruchtknoten ist gestielt. Als Früchte werden eiförmige, etwa 6 Millimeter lange, kahle und deutlich gestielte Kapseln gebildet. Salix cavaleriei blüht mit dem Blattaustrieb von März bis April, die Früchte reifen von April bis Mai.

## Vorkommen
Das natürliche Verbreitungsgebiet liegt in den chinesischen Provinzen Guangxi, Guizhou, Sichuan und Yunnan. Sie wächst entlang von Flüssen und in feuchten Waldrändern in Höhen von 1800 bis 2500 Metern.

## Systematik
Salix cavaleriei ist eine Art aus der Gattung der Weiden (Salix) in der Familie der Weidengewächse (Salicaceae). Dort wird sie der Sektion Wilsonia zugeordnet. Sie wurde 1909 von Augustin Hector Léveillé erstmals wissenschaftlich beschrieben. Der Gattungsname Salix stammt aus dem Lateinischen und wurde schon von den Römern für verschiedene Weidenarten verwendet.
Synonyme der Art sind Pleiarina cavaleriei (H.Lév.) N.Chao & G.T.Gong, Salix polyandra H.Lév., Salix pyi H.Lév., Salix yunnanensis H.Lév.

## Verwendung
Salix cavaleriei wird zur Befestigung von Böschungen verwendet und dient als Holzlieferant.

## Nachweise